# Paraiptasia
Paraiptasia is een geslacht van zeeanemonen uit de familie van de Aiptasiidae. 

## Soort
- Paraiptasia radiata (Stimpson, 1856)